# Hulken
Hulken (av engelska: the Hulk), egentligen enbart Hulk, är en seriefigur från Marvel Comics skapad av Stan Lee och Jack Kirby. Han uppträdde första gången i Incredible Hulk #1 (maj 1962).

## Historia
Berättelsen om Hulken är inspirerad av både Mary Shelleys Frankenstein och Robert Louis Stevensons Dr. Jekyll och Mr. Hyde och kan sägas representera en arketyp - ett monster som vill lämnas ifred men tvingas att kämpa mot omvärlden.
Hulken skapades av Stan Lee och Jack Kirby och debuterade i den egna serietidningen The Incredible Hulk, i maj 1962. Ursprungligen var dr Robert Bruce Banner forskare åt den amerikanska militären och uppfinnare av ett nytt kärnvapen - gammabomben. När vapnet ska testas får Banner veta att tonåringen Rick Jones har kört in med sin bil på provsprängningsområdet. Banner försöker stoppa tonåringen, men när bomben sprängs utsätts Banner för en hög dos av gammastrålar. Efter solnedgången omvandlas Banner till ett grönt monster och blir åter sig själv på morgonen. Det var först senare som detta ändrades så att omvandlingen sker när Banner blir upprörd eller stressad, vilket förklaras med att monstret triggas av höga adrenalinhalter. Denna gröna varelse har låg intelligens, blir lätt upprörd och försöker med sin stora muskelstyrka att förstöra allt som kommer i hans väg. Hulkens enda vilja verkar dock vara att få bli lämnad ifred, men ideligen blir han anfallen av allt från militären till olika superskurkar och monster. Hulken färdas ofta mellan olika dimensioner och till andra planeter.
I det första numret av tidningen var monstret grått men trycktekniken hade svårt att hålla sig till samma nyans av grått och Stan Lee bestämde att monstret skulle vara grönt istället.[källa behövs]
De tidigaste berättelserna om Hulken handlar i regel om hur general Thaddeus "Thunderbolt" Ross med sina soldater försöker infånga Hulken. Ross har en dotter Elizabeth "Betty" Ross som Bruce Banner är förälskad i, något generalen ogillar eftersom han tycker att Banner är en mes.

## Krafter
Styrkemässigt är Hulken en av de starkaste varelserna på Jorden, hans övermänskliga styrka har aldrig uppmätts, det sägs dock att ju mer arg han blir desto starkare blir han. Vad som är säkert är att hans styrka och hans ilska står i proportion till varandra. Han kan lyfta 850 ton (möjligen mer), göra kilometerlånga hopp, motstå explosioner, höga fall, höga temperaturer med mera. Hans krafter gör inte bara så att han kommer att utleva människans död utan också gör så att han är fördömd att gå på Jorden för evigt. Hans läkningskraft är nog den snabbaste i hela Marvel, de enda som är nära honom är Deadpool och Wolverine. Han kan också se spöken, det gör att han är en av de få figurer som kan se Dr. Strange "astral form", när hans själ lämnar kroppen och han kan röra sig utan att röra sin egen kropp.[källa behövs]
Hulken är den enda figuren som Thanos säger att han undviker en konflikt med.[källa behövs] Det är för att han vet att han är så extremt stark och att han bara blir starkare. Ett exempel på det är när han frigjorde all sin kraft och styrka i ett enda slag och förstörde en hel planet.

## Namn

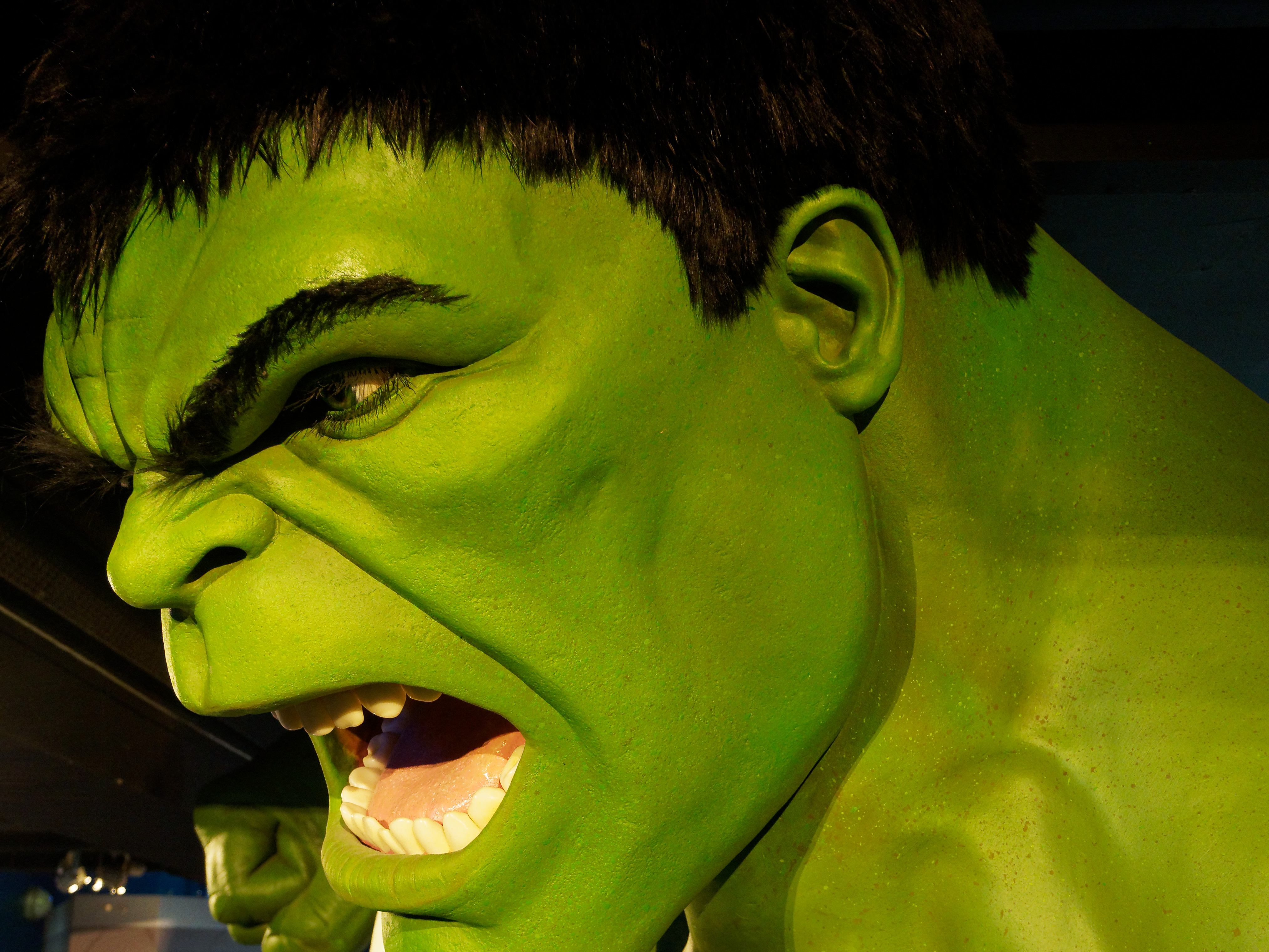
Docka av "Hulken" på Madame Tussauds i London.

Namnet "Hulk" kommer från engelskans hulk som betyder "stor, klumpig person", och kan översättas med ord som "koloss", "monster" eller "åbäke". I engelskan är ordet i denna betydelse känt från cirka 1400, och förekom i början av 1400-talet som efternamn, exempelvis Stephen le Hulke. De engelska ordet härstammar från latinets hulcus, och grekiskans holkas, som ordagrant betyder "skepp som bogseras", ur helkein som betyder "att dra". I denna betydelse förekom, under medeltiden och början av nyare tiden i svenskan, ordet "holk" som syftade på ett flatbottnat större fartyg som användes för frakt eller som krigsskepp. Ordet kunde också syfta på ett sjöodugligt fartyg som nyttjades som upplagsplats, vaktskepp eller fängelse, och i förlängning som ett föraktfullt uttryck om ett gammalt, dåligt fartyg i allmänhet - på samma sätt som det mer samtida "skorv".
Det förekommer tidigare stora klumpiga "monster"-figurer, till och med i Marvel, som hetat "the Hulk", exempelvis en stor robot som förekommer i Strange Tales nr.75, juni 1960, och som sedan döptes om till Grutan. Ett annat exempel är Xemnu the Living Hulk, som först dök upp i Journey Into Mystery, nr.62, i november 1960, som är ett stort, hårigt utomjordiskt monster. Även detta monster tecknades första gången av Jack Kirby. I senare sammanhang har monstret bara kallats Xemnu the Titan. Ett stort, grönt, slemmigt monster som kallades The Hulk, förekom första gången i Tales to Astonish, nr. 21 i juli 1961, och har senare kallats Glop.
Lee gav Hulkens alter ego namnet "Bruce Banner". Att det är ett allittererande namn förklarade Lee med att han har lättare att komma ihåg dem då. Trots detta misstog sig Lee i senare serier och kallade honom "Bob Banner", ett fel som läsare snabbt reagerade på. Misstaget rättades till genom att figuren fick det fullständiga namnet "Robert Bruce Banner". I TV-serien som sändes 1977-1982 hette Hulkens alter ego i stället David Banner.

## Utgivning

### Amerikansk utgivning
Tidningen kom endast ut i sex nummer innan Marvel bestämde sig för att lägga ned den och istället satsa på en egen tidning med Spindelmannen. Stan Lee och Jack Kirby lät dock Hulk medverka genom olika inhopp i andra tidningar: Avengers och Tales to Astonish. 1968 fick Hulk åter en egen tidning, The Incredible Hulk.

### Svensk utgivning
På svenska kom serietidningen Hulk ut 1974 men försvann snabbt. 1980–1984 publicerades serietidningen Hulk av förlaget Atlantic. Därefter övertog Semic rättigheterna till Marvelserierna och fortsatte publiceringen under namnet Hulken 1984–1985. 1989 publicerades Hulk av Satellitförlaget. Dessutom förekom Hulk regelbundet i tidningen Marvels Universum och Mega Marvel mellan åren 1988–2003.
1982–1984 gav Atlantic också ut Miss Hulk ("Den starkaste, skönaste, grönaste tjej du någonsin mött!") som handlade om Bruce Banners kusin Jennifer Walters, som efter en blodtransfusion fick förmågan att förvandlas till ett grönt monster även hon (i original She-Hulk).

## Hulken i andra media
Hulken har medverkat i tecknad film alltsedan 1966. 1978 hade TV-serien Den otrolige Hulken premiär på CBS. Huvudroller hade Bill Bixby, som forskaren David Banner, och Lou Ferrigno som spelade monstret. I TV-serien ändrades Bruce Banners namn till David Banner. Därefter gjordes flera TV-filmer med samma skådespelare fram till 1993 när Bixby avled.
Det har även kommit flera datorspel med Hulken, bland annat The Incredible Hulk från 1994 och The Incredible Hulk: Ultimate Destruction från 2005. År 2003 kom den första långfilmen, Hulk. 2008 släpptes The Incredible Hulk som först planerats bli en uppföljare till Hulk fast som istället blev en reboot med Edward Norton som Bruce Banner. Denna version av Banner/Hulken utspelar sig i filmserien och det fiktiva delade universumet Marvel Cinematic Universe. Norton skulle först återvända som Banner, men förhandlingarna mellan Marvel och Norton bröt efter att de inte kom överens.[källa behövs] Mark Ruffalo tog över rollen för att medverka i filmen The Avengers (2012). Ruffalo repriserade rollen i uppföljarna Avengers: Age of Ultron (2015), Thor: Ragnarök (2017), Avengers: Infinity War (2018) och Avengers: Endgame (2019).